# Barcelona (Sorsogon)
Barcelona è una municipalità di quinta classe delle Filippine, situata nella Provincia di Sorsogon, nella regione di Bicol.
Barcelona è formata da 25 baranggay:
- Alegria
- Bagacay
- Bangate
- Bugtong
- Cagang
- Fabrica
- Jibong
- Lago
- Layog
- Luneta
- Macabari
- Mapapac
- Olandia

- Paghaluban
- Poblacion Central
- Poblacion Norte
- Poblacion Sur
- Putiao
- San Antonio
- San Isidro
- San Ramon
- San Vicente
- Santa Cruz
- Santa Lourdes
- Tagdon